# 中央台高久
中央台高久（ちゅうおうだい たかく）は、福島県いわき市の町丁である。郵便番号は970-8047。

## 地理
いわき市中央部の平地区に属し、地区内東部に位置する。北で平下山口、東で平上山口、南で鹿島町上蔵持、西で中央台鹿島、平上高久とそれぞれ隣接する。福島県立いわき光洋高等学校が所在する区画が平上高久内に当地域の飛地として存在している。丘陵地に大規模に造成されたいわきニュータウン（中央台団地）のうち最も新しく造成された区域であり、旧来の大字から分離して設置された。ニュータウン内において県立いわき公園より東側を占め、南北に縦断する一級市道荒神作勝負作線より西側が北より一、二丁目、東側が南より三、四丁目である。内郷御厩町に所在するいわき中央警察署及び平字正内町に所在する平消防署がそれぞれ管轄にあたる。

## 歴史
- 1995年12月 -宅地造成に伴い平下山口、平上山口、平上高久、鹿島町下蔵持、鹿島町上蔵持から順次分離され新設される[4][5]。

## 世帯数と人口
2023年10月31日現在の世帯数と人口は以下の通りである。
| 大字       | 世帯数   | 人口   |
| ---------- | -------- | ------ |
| 中央台高久 | 1408世帯 | 4074人 |

## 小・中学校の学区
市立小・中学校に通う場合、学区は以下の通りとなる。
| 番地 | 小学校                   | 中学校                   |
| ---- | ------------------------ | ------------------------ |
| 全域 | いわき市立中央台東小学校 | いわき市立中央台南中学校 |

## 交通

### 道路
- 一級市道荒神作勝負作線

### バス
新常磐交通路線バス
- （ラパークいわき方面） - 光洋高校前 - 高久一丁目 - 中央台東小 - 高久二丁目 - 高久三丁目 - （いわき駅方面）
  - ＮＴ～いわき駅～好間工業団地
  - ＮＴ～いわき駅～内郷駅
  - ＮＴ～高専～いわき駅～磐城高校
  - ＮＴ～草木台～湯本高校
  - ＮＴ～内郷駅
  - ＮＴ～八ツ坂～いわき～昌平中高
  - ＮＴ～八ツ坂～平商業高校
  - いわき駅～高専～飯野～ＮＴ
  - いわき駅～八ツ坂～飯野～ＮＴ
  - 郷ヶ丘～ＮＴ～泉駅～秀英高校

## 施設
- 福島県立いわき光洋高等学校
- いわき市立中央台東小学校
- 中央台東郵便局
- ララシャンスいわき（結婚式場）
- ウエルシアいわき中央台東店